# Мумінов Абдувалі
Абдувалі Мумінов (1 вересня 1902, кишлак, тепер Унхаятської сільської ради Уйчинського району Наманганської області, Узбекистан — 9 липня 1965, тепер Узбекистан) — радянський діяч, голова Президії Верховної ради Узбецької РСР. Депутат Верховної ради Узбецької РСР. Депутат Верховної ради СРСР 2-го скликання (в 1946—1949 роках).

## Біографія
Народився в селянській родині. З 1912 року наймитував у заможних селян біля Намангану, із 1916 по 1930 рік працював у власному господарстві, був подільником-чайрикером.
У 1930—1940 роках — організатор та голова колгоспу імені Ворошилова Унхаятської сільської ради Уйчинського району Ферганської області Узбецької РСР.
Член ВКП(б) з 1939 року.
З 1940 року — голова виконавчого комітету Уйчинської районної ради депутатів трудящих Ферганської області; начальник будівництва Північного Ферганського каналу; начальник будівництва Сох-Шахімарданського каналу; начальник Ферганської ділянки будівництва Фархадської гідроелектростанції.
У січні 1942 — березні 1943 року — голова виконавчого комітету Ферганської обласної ради депутатів трудящих.
21 березня 1943 — 17 березня 1947 року — голова Президії Верховної ради Узбецької РСР.
З 1947 року — заступник голови Президії Верховної ради Узбецької РСР; директор радгоспу в Ховоському районі; голова колгоспу імені Кірова в Уйчинському районі Узбецької РСР.
Помер 9 липня 1965 року.

## Нагороди
- три ордени Леніна (21.01.1939,)
- орден Вітчизняної війни І ст.
- орден Червоної Зірки
- медалі